# Фессалоникийский эдикт
Фессалоникийский эдикт (также известный как cunctos populos) — государственный акт, адресованный народу города Константинополя, который был издан 27 февраля 380 года тремя царствующими римскими императорами. Сделал никейское христианство государственной религией Римской Империи.
На II Вселенском соборе Церкви, состоявшемся в Константинополе в 381−382 года, этот эдикт и пояснения к нему были официально закреплены в качестве основополагающего принципа политики государства по отношению к религии.

## Предпосылки
В 313 году император Константин I вместе со своим соправителем Лицинием издал Миланский эдикт, утвердивший религиозную терпимость к ранее преследуемым христианам. К 325 году арианство, христологическая школа, утверждавшая, что Христос не обладает божественной сущностью Отца, а является первозданным творением и существом, подчинённым Богу, широко распространилось и приобрело противоречивый характер, и Константин созвал Первый Никейский собор в попытке положить конец этому спору, установив «вселенское» православие. Собор представил оригинальный текст Никейского символа веры, который отвергал арианское исповедание и утверждал, что Христос является «истинным Богом» и «единосущным Отцу».
Однако внутрихристианская борьба не закончилась с Никеей, и Никейская вероучительная формулировка осталась спорной даже среди противников ариан. Константин, призывая к терпимости, начал думать, что он поддержал не ту сторону, и что никениане — с их рьяной ненавистью к арианам — на самом деле углубляют раздор внутри Церкви. Константин не крестился, пока не почувствовал приближение смерти (337), выбрав епископа, умеренно симпатизирующего Арию, Евсевия Никомидийского, для совершения крещения.
Сын и преемник Константина в Восточной империи, Констанций II сочувствовал арианской партии и даже сослал епископов, которые были сторонниками никейского собора. Преемник Констанция Юлиан, позже названный отступником, был единственным императором после обращения Константина, который отверг христианство, пытаясь расколоть Церковь и подорвать её влияние, поощряя возрождение религиозного разнообразия, называя себя «эллином» и поддерживая формы эллинистической религии. Он защищал традиционный религиозный культ Рима, а также иудаизм, и, кроме того, провозгласил терпимость ко всем различным неортодоксальным христианским сектам и раскольническим движениям. Преемник Юлиана Иовиан, христианин, правил всего восемь месяцев и никогда не входил в Константинополь. На востоке его сменил арианин Валент.
К 379 году, когда Валента сменил Феодосий I, арианство было широко распространено в восточной половине империи, в то время как Запад оставался непоколебимо никейским. Феодосий, родившийся в Испании, сам был сторонником никейского богословия и очень набожным. В августе его западный коллега Грациан способствовал преследованию еретиков на Западе.

## Издание эдикта
Фессалоникийский эдикт был издан совместно Феодосием I, Грацианом и Валентинианом II 27 февраля 380 года. Эдикт был издан после того, как Феодосий был крещён епископом Фессалоникийским Асхолием после тяжелой болезни в Фессалонике.

Императоры Грациан, Валентиниан и Феодосий Августы. Эдикт народу города Константинополя.
Мы желаем, чтобы все народы, которыми благоразумно правит Наша Милость, жили в той религии, которую
божественный Петр Апостол передал Римлянам, как она, будучи им самим установленной, свидетельствует до сего дня, и которой ясно следуют понтифик Дамас и Петр, епископ Александрии, муж апостольской святости, а именно, что мы должны исповедовать, в соответствии с апостольским наставлением и учением
Евангелия, единое Божество Отца и Сына и Святого Духа в равном величестве и в Святой Троице.
Мы приказываем, чтобы те, кто повинуется этому закону, приняли наименование кафолических христиан, и определяем, что остальные, помешанные и безумные, должны потерпеть бесчестие, связанное с еретическим учением, а их сборища не принимать наименование церквей, и что они должны понести сначала Божественную кару, а затем наказание от Наших действий, которые Мы предприняли по небесному велению.
Принято в третий день до мартовских календ в Фессалонике в пятое консульство Грациана Августа и в первое консульство Феодосия Августа.
Оригинальный текст (лат.)IMPPP. GR(ATI)ANUS, VAL(ENTINI)ANUS ET THE(O)D(OSIUS) AAA. EDICTUM AD POPULUM VRB(IS) CONSTANTINOP(OLITANAE).

Cunctos populos, quos clementiae nostrae regit temperamentum, in tali volumus religione versari, quam divinum Petrum apostolum tradidisse Romanis religio usque ad nunc ab ipso insinuata declarat quamque pontificem Damasum sequi claret et Petrum Aleksandriae episcopum virum apostolicae sanctitatis, hoc est, ut secundum apostolicam disciplinam evangelicamque doctrinam patris et filii et spiritus sancti unam deitatem sub pari maiestate et sub pia trinitate credamus. Hanc legem sequentes Christianorum catholicorum nomen iubemus amplecti, reliquos vero dementes vesanosque iudicantes haeretici dogmatis infamiam sustinere ‘nec conciliabula eorum ecclesiarum nomen accipere’, divina primum vindicta, post etiam motus nostri, quem ex caelesti arbitro sumpserimus, ultione plectendos.

DAT. III Kal. Mar. THESSAL(ONICAE) GR(ATI)ANO A. V ET THEOD(OSIO) A. I CONSS.

## Значение
Эдикт был издан под влиянием Асхолия и, следовательно, назначившего его на эту кафедру папы Дамаса I. Фессалоникийский эдикт вновь утвердил единое выражение апостольской веры как законной в Римской Империи, «кафолической» (то есть всеобщей) и «православной» (то есть правильной в учении).
После эдикта Феодосий потратил много сил, пытаясь подавить все неникейские формы христианства, особенно арианство, и установить никейское православие во всём своём царстве. Вслед за эдиктом в 381 году состоялся Первый Константинопольский собор, утвердивший никейский символ веры, придав ему окончательную форму в виде никео-цареградского символа веры. В 383 году император приказал различным не Никейским сектам (арианам, аномейцам, македонянам и новацианам) представить ему письменные вероучения, которые он молитвенно просмотрел, а затем сжёг, за исключением новацианских. Другие секты потеряли право собираться, посвящать в сан священников или распространять свои верования. Феодосий запретил еретикам жить в Константинополе и в 392 и 394 годах конфисковал их культовые сооружения.